# Společné velitelství palestinských odbojových frakcí
Společné velitelství palestinských odbojových frakcí (arabsky الغرفة المشتركة لفصائل المقاومة الفلسطينية‎, al-Ghurfa al-Mushtaraka li-Faṣāʾil al-Muqāwama al-Filasṭīniyya) je aliance ozbrojených křídel palestinských odbojových organizací a politických stran. Jde o spojení oganizací s různými ideologiemi od islamismu přes socialismus až k nacionalismu.
Velitelství je řízeno z Pásma Gazy nicméně operuje i na zbylém palestinském území. Hlavním nepřítelem je stát Izrael.
Poprvé se tyto palestinské militantní skupiny pokusily spojit v roce 2006 po skončení druhé intifády. Cílem bylo čelit vojenským operacím Izraele. Spojení iniciovaly organizace Hamás a Palestinský islámský džihád. Nicméně přesvědčit ostatní vojenská křídla trvalo řadu let. Do současné podoby se tak skupiny spojily až v roce 2018. Společné velitelství od té doby koordinovalo několik útoků na Izrael. Největším byl útok ze 7. října 2023, který zahájil válku v Pásmu Gazy.

## Členové
- Brigády Izz ad-Dína al-Kassáma (Hamás)
- Jeruzalémské brigády (Palestinský islámský džihád)
- Brigády Abú Alího Mustafy (Lidová fronta pro osvobození Palestiny)
- Brigády národního odporu (Demokratická fronta pro osvobození Palestiny)
- Brigády Saladina vítězného (Výbory lidového odporu)
- Brigády mučedníků Al-Aksá (do roku 2007 Fatah, nyní bez vazby)
- Brigády mudžáhedínů (Palestinské hnutí mudžáhedínů)
- Brigády al-Ansar (Palestinské hnutí za svobodu)
- Brigády Džiháda Džibríla (Lidová fronta pro osvobození Palestiny - Hlavní velení)